# Relaciones Botsuana-España
Las relaciones Botsuana-España son las relaciones bilaterales entre estos dos países. Botsuana no tiene embajada en España pero mantiene un consulado honorario en Madrid. España tiene una embajada en Windhoek, Namibia acreditada para Botsuana y un consulado honorario en Gaborone, capital de Botsuana.

## Relaciones diplomáticas
España mantiene relaciones diplomáticas con la República de Botsuana desde el 29 de abril de 1981. Las relaciones se consideran buenas pero limitadas: escasa presencia de españoles en el país, comercio bilateral poco relevante, y reducido número de viajes y visitas de alto nivel.

## Relaciones económicas
A nivel comercial, las exportaciones españolas rara vez han superado la cuota del 0,01% del total de exportaciones españolas, además de caracterizarse por su falta de regularidad. Como excepción, en 2009 experimentaron un espectacular incremento gracias a la venta por parte de EADS-CASA de dos aviones CN-235 al gobierno de Botsuana. En cuanto a las importaciones españolas procedentes de Botsuana, éstas son también escasas y representan una mínima parte de las importaciones totales españolas.

## Cooperación
No hay programas ni proyectos de cooperación española al desarrollo con Botsuana.